# Raúl Bravo
Raúl Bravo (Gandia, 14 de abril de 1981) é um jogador de futebol espanhol, atuando na defesa ou meio campo.

## Carreira
Sua trajetória no futebol começa na temporada 1995/96. Ele foi para o time de base do Real Madrid e então para o time B. Foi escolhido também para a seleção Sub-16 da temporada 1997/98, quando o time venceu o Torneio do Algarve. A seleção Sub-17 foi seu próximo destino, que o levouou ao Torneio Internacional Nymburk (onde ele marcou 2 gols em 3 partidas). Raúl ainda permaneceu no time júnior do Real Madrid até 2000. 
Ao sair em 2000 do time de base, Raúl foi para o banco de reservas do Real Madrid da terceira divisão (temporada 2000/01) e depois para a segunda divisão (2001/02). As propostas internacionais deram a chance de ele fazer sua estréia, contra o Atlético Madrid em 6 de outubro de 2001 no estádio Santiago Bernabéu. 
Em 2003 ele teve um infeliz tempo quando estava emprestado ao Leeds United, mas, apesar disso, nos campeonatos europeus subsequentes, todos viam um Raúl diferente daquele do Leeds. Roberto Carlos, também jogador, presenciou ele ir para o primeiro time do Real Madrid. 
Em 2006, Raúl renovou seu contrato com o Real por mais 3 anos.
Em 2007, Raúl se transferiu para o Olympiakos CFP, da Grécia. O atleta espanhol assinou por quatro temporadas com o clube grego, a negociação custou aos cofres do clube grego 1,2 milhões de euros.
Em maio de 2019 o atleta foi detido numa operação anti-corrupção desportiva.

## Seleção Espanhola
Raúl atuou pela seleção espanhola 14 vezes.

## Olympiakos CFP
Olympiakos

## Ligações Externas
- Perfil no site da UEFA
- Perfil no site do Olympiakos CFP (em inglês)